# Leon Ong Chua
Leon Ong Chua (Filipinas, 28 de junho de 1936) é um engenheiro eletricista e cientista da computação filipino.
Obteve um PhD em 1964 na Universidade de Illinois em Urbana-Champaign, orientado por Mac Van Valkenburg. Foi o primeiro a estudar as redes neurais celulares (RNCs), e deu importantes contribuições à teoria de circuitos não lineares, além de ter sido o primeiro a prever a existência do memristor, um componente eletrônico. Por suas contribuições recebeu diversos prêmios do Instituto de Engenheiros Eletricistas e Eletrônicos (IEEE). Atualmente ensina na Universidade de Berkeley.

## Educação
- BSEE, Mapua Institute of Technology, 1959
- M.S., Massachusetts Institute of Technology, 1961
- Ph.D., University of Illinois, Urbana-Champaign, 1964